# 2009 у телебаченні
Список 2009 у телебаченні описує події у сфері телебачення, що відбулися 2009 року.

## Події

### Січень
- Зміна логотипу і графічного оформлення телеканалу «ТВі».

### Лютий
- 1 лютого — Початок повноцінного мовлення телеканалів «Гумор ТБ»/«Бабай ТБ»[1].

### Березень
- 2 березня — Початок мовлення нового бізнес-телеканалу «UBR».
- 15 березня — Зміна логотипу та графічного оформлення телеканалу «Тоніс».
- 26 березня — Припинення мовлення та закриття хмельницьких регіональних телеканалів «Контакт» та «НТТ».

### Квітень
- 21 квітня — Початок мовлення нового музичного телеканалу у форматі високої чіткості «Music HD».
- Перехід аналогового мовлення регіонального телеканалу «РТК» з 38 на 40 ТВК в Рокитному[2].

### Травень
- 14 травня — Початок супутникового мовлення київського регіонального телеканалу «СіТі»[3].
- 29 травня — Початок мовлення нового львівського регіонального телеканалу «УТ-Захід».

### Червень
- 12 червня — США повністю перейшли на цифрове телебачення[4].
- 24 червня — Зміна логотипу телеканалу «UBR».

### Липень
- 20 липня — Зміна графічного оформлення телеканалу «ICTV»[5].

### Серпень
- 1 серпня — Початок мовлення нового дитячого телеканалу «Малятко TV».
- 8 серпня — Зміна логотипу і графічного оформлення музичного телеканалу «Enter-music».
- 26 серпня — Зміна логотипу телеканалу «1+1».
- 31 серпня — Зміна графічного оформлення телеканалу «К1»[6][7].

### Вересень
- 1 вересня
  - Зміна графічного оформлення телеканалу «1+1».
  - Початок мовлення нового білоруського телеканалу «TV RAY»[8].
  - Зміна графічного оформлення спортивного телеканалу «Мегаспорт».
- 7 вересня — Зміна логотипу і графічного оформлення телеканалу «Кіно».
- 9 вересня — Зміна логотипу і графічного оформлення телеканалу «MTV Україна».

### Жовтень
- 1 жовтня
  - Зміна логотипу і графічного оформлення «24 каналу»[9].
  - Ребрендинг тернопільського регіонального телеканалу «Smile-TV» у «ІНТБ».
- 5 жовтня — Зміна програмної концепції телеканалу «К1».
- 20 жовтня — Початок аналогового мовлення івано-франківського регіонального телеканалу «ОТБ Галичина» на 25 ТВК в Яремчі[10].
- 27 жовтня — Початок аналогового мовлення івано-франківського регіонального телеканалу «ОТБ Галичина» на 33 ТВК у Верховині[11].

### Листопад
- 1 листопада — Припинення мовлення і закриття розважально-пізнавального телеканалу «People TV».
- 9 листопада — Початок мовлення нового регіонального телеканалу «Донбас» від «Медіа Групи Україна»[12].
- 11 листопада — Створено український медіахолдинг «StarLightMedia».

### Грудень
- 1 грудня — Початок супутникового мовлення чернівецького регіонального державного телеканалу «Буковина»[13].
- 3 грудня — Початок аналогового мовлення київського телеканалу «СіТі» на 41 ТВК у Хмельницькому[14].
- 5 грудня — Початок мовлення нового прилуцького регіонального телеканалу «ТІМ».
- 11 грудня — Початок аналогового мовлення київського телеканалу «СіТі» на 37 ТВК в Кам'янці-Подільському[15].
- 16 грудня — Припинення мовлення і закриття музичного телеканалу у форматі високої чіткості «Music HD».
- 25 грудня — Зміна логотипу і графічного оформлення спортивного телеканалу «Футбол»[16].
- 31 грудня — Зміна назви телеканалу «Малятко TV» на «Spacetoon Малятко»[17].

## Без точних дат
- Кінець року — Початок аналогового мовлення львівського регіонального телеканалу «Львів-ТБ» на 43 ТВК в Красному[18].
- Переїзд ТРК «Україна» та каналу «Футбол» за новою адресою, Київ, вул. Героїв космосу 4[19].
- Початок мовлення нового релігійного телеканалу «Возрождение».
- Початок мовлення нового одеського регіонального телеканалу «Домашній».
- Початок мовлення нового харківського регіонального телеканалу «PRO-фіт».
- Початок мовлення нового одеського регіонального телеканалу «УТВ».
- Відновлення мовлення івано-франківського регіонального телеканалу «Вежа»[джерело?].
- Зміна графічного оформлення телеканалу «Ера».
- Припинення аналогового мовлення регіонального телеканалу «ВІТА» на 1 ТВК у Вінниці[20].
- Початок аналогового мовлення телеканалу «1+1» на 56 ТВК в Андріївці[21].
- Початок аналогового мовлення телеканалу «Мегаспорт» на 25 ТВК у Хмельницькому[22].
- Зміна логотипа телеканалу «КРТ».
- Початок аналогового мовлення регіональної державної ТРК «Житомир» на 43 ТВК в Любарі[23].
- Початок аналогового мовлення регіонального державного телеканалу «ТК» на 36 ТВК в Олександрівка[24].
- Початок супутникового мовлення телеканалу «Гамма».
- Відновлення супутникового мовлення телеканалу «Інтер».
- Початок аналогового мовлення регіонального державного телеканалу «Миколаїв» на 24 ТВК в Южноукраїнську[25].
- Початок аналогового мовлення телеканалу «1+1» на 56 ТВК в Черняхові[26].